# The Air That I Breathe
«The Air That I Breathe» es una canción compuesta por Mike Hazlewood y cantautor inglés Albert Hammond que aparece en el álbum de este último, It Never Rains in Southern California (1972). En 1974 la banda británica The Hollies la convirtió en un éxito internacional. 
La canción de la banda de rock británica Radiohead de 1992 «Creep» usa una progresión de acordes similar y comparte algo de contenido melódico con la versión de 1972 de «The Air That I Breathe». Como resultado, Rondor Music demandó a Radiohead por infracción de derechos de autor y se llegó a un acuerdo en el que Hammond y Hazlewood recibieron créditos de coautoría y una parte de las regalías.

## The Hollies
«The Air That I Breathe» se convirtió en uno de los grandes éxitos de la banda británica The Hollies a principios de 1974, alcanzando el número dos en la lista de singles del Reino Unido. A mediados de 1974, alcanzó el número seis en los Estados Unidos en la lista Billboard Hot 100 y el número tres en la lista Adult Contemporary. La ingeniería de audio de «The Air That I Breathe» estuvo a cargo de Alan Parsons. En una entrevista, Parsons mencionó que Eric Clapton afirmó que la primera nota de «The Air That I Breathe» tenía más alma que cualquier cosa que hubiera escuchado.
Posicionamiento en listas
| Lista (1974)                                  | Posición |
| --------------------------------------------- | -------- |
| Australia (Kent Music Report)                 | 2        |
| Austria (Ö3 Austria Top 40)                   | 3        |
| Canadá Top Singles (RPM)                      | 5        |
| Canadá Adult Contemporary (RPM)               | 5        |
| Irlanda (IRMA)                                | 6        |
| Países Bajos (Gfk Top 100 Singles)            | 1        |
| Nueva Zelanda (Listener)                      | 1        |
| Sudáfrica (Springbok Radio)                   | 1        |
| Reino Unido UK Singles (OCC)                  | 2        |
| Estados Unidos Billboard Hot 100              | 6        |
| Estados Unidos Adult Contemporary (Billboard) | 3        |
| Estados Unidos Cash Box Top 100               | 7        |

| Lista (1988)   | Posición |
| -------------- | -------- |
| Irlanda (IRMA) | 30       |

## Otras versiones
Ha sido versionada también por artistas como The Shadows (1975), Olivia Newton-John (1976), Julio Iglesias con The Beach Boys (1984), Barry Manilow (1996), k. d. lang (1997), Simply Red (1998), Semisonic (1998), The Mavericks (2003) y Lori Meyers (2018), entre otros.
El dúo brasileño Chitãozinho & Xororó adaptó la canción al portugués («É Assim Que Eu Te Amo») en el disco Cowboy do Asfalto (1990).
La versión en español, conocida como «Necesito poder respirar», fue grabada por el propio Hammond en 1975 dentro de su álbum Canta Sus Grandes Éxitos En Español E Inglés. Asimismo, el chileno Jorge González grabó el tema como sencillo de su álbum Mi destino (1999).